# 猫田しゅばる
猫田しゅばる（ねこたしゅばる、本名 ウメモト ケンジ）は、日本の小説家、シナリオライター、ディレクター。和歌山県出身。関西在住。
和歌山県立那賀高等学校卒業。桃山学院大学在学中に第3回ひまわり童話賞に入選。その後、フリーのマルチライターとしてデビュー。
アドベンチャーゲーム等のゲームシナリオを多数手掛けており、犬と人間との絆をテーマにしたオンラインゲーム『Soundness -DOG＆FRIENDS ONLINE-』のメインシナリオを担当した。
また小説家としても活動中で、その場合は猫田しゅばるではなく植岡キクというペンネームを使用しているようである。

## 主な作品
- 『白神子』(美少女ゲーム)
- 『入江君と橘さんは幼なじみ。』(ライトノベル)
- 『Soundness -DOG＆FRIENDS ONLINE-』(オンラインゲーム)
- 『love's 1seg-エキストラ・エトセトラ-』(連載小説)